# Kesarkoppa, Sampgaon
Kesarkoppa là một làng thuộc tehsil Sampgaon, huyện Belgaum, bang Karnataka, Ấn Độ.